# 擬似ロータリーボルト
擬似ロータリーボルト（ぎじロータリーボルト）は、ブローバック式長物モデルガンで回転閉鎖機構を持つ実銃のように遊底（ボルト）が回転する構造を指す。
実銃の場合、撃発した弾丸が銃身内を進み、銃口近くのガスポートから遊底の閉鎖を解除するピストンにガス圧を導く。
ガス圧によりピストンはカム機構を利用して銃身後部の遊底の閉鎖を解除し、その後遊底が後退し薬莢を排出（排きょう）する。
モデルガンの場合は、銃身内の前撃針と遊底との間にしか薬莢の圧力がかからない。
そのため、遊底を後方へ押す力で回転するようにカム溝が実銃とは逆になっており、
見た目の作動のみが「回転閉鎖機構に見える」構造となっている。
(CMC M1カービン、CMC MINI14など)
モデルガンではないが、最近のガスブローバックライフルなどは、後座体（ピストン又はシリンダ）と遊底（外観構造上の）が分離しており、
実銃と同様に後座体が遊底を回転させ遊底部品の閉鎖を解除してから作動する構造となっているものもある。(WE M14など)